# Думная, Наталья Николаевна
Наталья Николаевна Думная (1947—2015) — советский и российский учёный, экономист, доктор экономических наук, профессор.

## Биография
Родилась 15 декабря 1947 года в Москве в семье Николая Ивановича Сорокина и Нины Александровны Трофимовой.
После окончания экономического факультета Московского государственного университета им. Ломоносова М. В., в 1970 году поступила в аспирантуру МГУ, завершив обучение в ней защитой кандидатской диссертации. В 1991 году она защитила докторскую диссертацию «Современные зарубежные экономические концепции развития освободившихся стран: методология, теория, практика».
Творческая жизнь Натальи Думной была связана с преподавательской и исследовательской деятельностью в Московском технологическом институте пищевой промышленности, Институте общественных наук, Финансовом университете при Правительстве РФ. Она стала известным ученым в области международных экономических отношений, глобализации, трансформации экономических систем. Её перу принадлежат многие учебники, учебные пособия, статьи по актуальным проблемам современности, в том числе опубликованные за рубежом (автор более 150 публикаций).
На протяжении 15 лет профессор Наталья Николаевна Думная являлась заведующей кафедрой «Микроэкономика» Финансового университета; была основателем и главным редактором журнала «Мир новой экономики».
Умерла 7 июля 2015 года в Москве.
12 декабря 2016 года в Финансовом университете в учебном корпусе на Ленинградском проспекте прошло торжественное открытие именной аудитории Натальи Николаевны Думной.
Заслуги Н. Н. Думной отмечены высокими наградами: ей было присвоено звание «Заслуженный работник Высшей школы РФ» и "Почетный работник высшего профессионального образования РФ, награждена медалями. Распоряжением Правительства РФ от 25 октября 2010 года № 1868-р ей было присвоено звание «Лауреат премии Правительства Российской Федерации в области образования» за цикл научных трудов, учебно-методических и прикладных разработок «Формирование и развитие системы непрерывного финансового образования и трансграничного распространения финансовой грамотности, включающей специализированный интернет-портал и комплект мультиформатных учебников, учебных пособий, методических разработок».

### Личная жизнь
В 1995 году в третий раз вышла замуж (в первом браке ‒ Булычева, во втором браке Панькова) за Всеволода Владимировича Думного ‒ проректора по международному сотрудничеству Финансовой академии при Правительстве Российской Федерации.